# Earl Bell
Earl Holmes Bell (Ancón, 25 agosto 1955) è un ex astista e allenatore di atletica leggera statunitense.
Ha gareggiato ai Giochi olimpici del 1976, 1984 e 1988 nel salto con l'asta, vincendo la medaglia di bronzo a Los Angeles 1984 e terminando quarto a Seul 1988 e sesto a Montréal 1976. Nel 1976 ha anche detenuto, per breve periodo, il record mondiale della specialità. Dopo il suo ritiro ha allenato diversi importanti astisti statunitensi.

## Biografia
Bell è nato a Panama da William K. Bell e Yola Zimmerman Bell. Suo padre era un medico ed ex astista che aveva frequentato l'Università dell'Arkansas. La famiglia si trasferì da Panama a Jonesboro, nell'Arkansas, nel 1960, e nel 1973 Bell entrò nell'Arkansas State University dove si laureò in economia nel 1988. Mentre frequentava l'università, vinse il titolo NCAA nel 1975 e nel 1977.
Oltre alla medaglia olimpica, vinta a pari merito con il francese Thierry Vigneron, Bell vinse una medaglia d'oro ai Giochi panamericani del 1975 e finì quinto nel 1991.
Arrivò alle selezioni olimpiche statunitensi di Eugene del 1976 come detentore del record mondiale con la misura di 5,67 metri. Durante la gara prestò la sua asta a David Roberts, che aveva spezzato la sua. Roberts vinse la gara con un nuovo record mondiale a 5,70 m e si classificò terzo ai successivi Giochi olimpici di Montréal, mentre Bell chiuse rispettivamente secondo e sesto.
Nel 1987 vinse la medaglia d'argento ai Campionati mondiali indoor di Indianapolis.
Come raramente accade tra gli astisti, Bell è riuscito a rimanere abbastanza integro e performante per tutto il corso della sua lunga carriera, durata oltre 15 anni.
Dopo essersi ritirato dalle competizioni fondò, nel 1991, la Bell Athletics, un centro di allenamento per il salto con l'asta nei dintorni di Jonesboro, dove ha allenato, tra gli altri, Jeff Hartwig, Derek Miles e Kellie Suttle.

## Palmarès
| Anno | Manifestazione      | Sede              | Evento           | Risultato | Prestazione | Note |
| ---- | ------------------- | ----------------- | ---------------- | --------- | ----------- | ---- |
| 1975 | Giochi panamericani | Città del Messico | Salto con l'asta | Oro       | 5,40 m      |      |
| 1976 | Giochi olimpici     | Montréal          | Salto con l'asta | 6º        | 5,45 m      |      |
| 1984 | Giochi olimpici     | Los Angeles       | Salto con l'asta | Bronzo    | 5,60 m      |      |
| 1987 | Mondiali indoor     | Indianapolis      | Salto con l'asta | Argento   | 5,80 m      |      |
| 1987 | Mondiali            | Roma              | Salto con l'asta | 5º        | 5,70 m      |      |
| 1988 | Giochi olimpici     | Seul              | Salto con l'asta | 4º        | 5,70 m      |      |